# Sycophaga insularis
Sycophaga insularis är en stekelart som beskrevs av Grandi 1916. Sycophaga insularis ingår i släktet Sycophaga och familjen fikonsteklar. Inga underarter finns listade i Catalogue of Life.